# 僕はムコ養子
『僕はムコ養子』（ぼくはムコようし）は、夢野一子による日本の漫画作品。
1987年から1993年に『月刊アフタヌーン』（講談社）で連載。全77話。単行本はアフタヌーンKCから全10巻が、講談社漫画文庫から全10巻が発行された。旧家に婿入りした青年が、世間知らずの義母や義姉相手に孤軍奮闘する様子を描いたコメディー作品。

## あらすじ
保険会社に勤める良彦は恋人の沙織と結婚し、旧家で資産家の竜神家へ婿入りする。しかし、新婚旅行の途中、会社が倒産して竜神家の資産は差し押さえられ、一家は郊外の小さな家へ転居する。沙織と義母の蘭子、義姉の詩織、香織との生活を支えるため、良彦は一家の稼ぎ頭として仕事に励み、倹約に努めるが、世間知らずで贅沢な暮らしに慣れた義母たちは次々と無理難題を吹っかけてくる。しかし、何事にも懸命に取り組み、孤軍奮闘する良彦の姿を見て、蘭子は彼を竜神家の当主として認め、家の再興を託す。

## 登場人物
竜神 良彦（たつがみ よしひこ）
主人公。損害保険会社に勤務。旧姓は松本で、6人兄弟の5番目として育つ。大学時代には応援団に所属。沙織と結婚して竜神家へ婿入りし、第26代当主となる。
竜神 沙織（たつがみ さおり）
竜神家の三女で良彦の妻。のんびりとした性格。世間知らずだが、良彦を愛し、信頼している。竜神家では唯一、彼に文句を言わない存在。
竜神 蘭子（たつがみ らんこ）
沙織の母。女系家族の竜神家に婿入りしてきた夫とは離婚し、祖母が興した繊維会社のオーナーである竜神本家の当主だったが、一家を支える良彦の頑張りを認め、その座を譲る。プロ野球の西武ファン。
竜神 詩織（たつがみ しおり）
竜神家の長女。手相や占いに凝る。猛烈な阪神ファン。
竜神 香織（たつがみ かおり）
竜神家の次女。万葉集など日本の古典に精通。母と同じく西武ファン。虎丸と結婚を決めるが、蘭子から勘当を言い渡され、家を出る。
吉岡 貢（よしおかみつぐ）
良彦と同じ会社の先輩。同じ大学の応援団の先輩でもある良彦の良き相談相手。海外出張で世界を飛び回る営業マン。詩織を見初めて思いを寄せる。筋金入りの巨人ファン。
虎丸 貴之（とらまる たかゆき）
タイガーグループを率いる虎丸家の御曹司。有能な青年実業家。良彦に興味を抱き、ヘッドハンティングをしたり、良彦の事業に協力を申し出る。香織と出会い結婚を申し込む。
村田 正和（むらた まさかず）
良彦の上司・大西部長の甥。35歳。大学の研究室で国文学を研究している。香織に思いを寄せる。

## 書誌情報
- 夢野一子 『僕はムコ養子』 講談社 〈アフタヌーンKC〉、全10巻[1]
  1. 1988年4月23日第1刷発行、ISBN 4-06-314007-5
  2. 1988年11月22日第1刷発行、ISBN 4-06-314013-X
  3. 1989年8月23日第1刷発行、ISBN 4-06-314020-2
  4. 1990年6月23日第1刷発行、ISBN 4-06-314025-3
  5. 1991年2月23日第1刷発行、ISBN 4-06-314030-X
  6. 1991年11月22日第1刷発行、ISBN 4-06-314037-7
  7. 1992年5月23日第1刷発行、ISBN 4-06-314044-X
  8. 1992年12月18日第1刷発行、ISBN 4-06-314051-2
  9. 1993年6月23日第1刷発行、ISBN 4-06-314063-6
  10. 1993年8月23日第1刷発行、ISBN 4-06-314066-0

- 夢野一子 『僕はムコ養子』 講談社〈講談社漫画文庫〉、全10巻
  1. 1995年4月28日発売[2]、ISBN 978-4-06-260066-8
  2. 1995年4月28日発売[3]、ISBN 978-4-06-260067-5
  3. 1995年6月2日発売[4]、ISBN 978-4-06-260077-4
  4. 1995年6月2日発売[5]、ISBN 978-4-06-260078-1
  5. 1995年7月4日発売[6]、ISBN 978-4-06-260108-5
  6. 1995年7月4日発売[7]、ISBN 978-4-06-260109-2
  7. 1995年8月2日発売[8]、ISBN 978-4-06-260118-4
  8. 1995年8月2日発売[9]、ISBN 978-4-06-260119-1
  9. 1995年9月5日発売[10]、ISBN 978-4-06-260132-0
  10. 1995年9月5日発売[11]、ISBN 978-4-06-260133-7

## テレビドラマ
1990年7月21日、TBS「ドラマチック22」枠で放送。
キャスト
- 石黒賢、西村知美、京本政樹、風見しんご、野際陽子、中村れい子、白石まるみ、ウガンダ・トラ、夏木ゆたか、藤木悠